# SN 2006hh
SN 2006hh – supernowa typu Ia odkryta 16 września 2006 roku w galaktyce A024226-0047. W momencie odkrycia miała maksymalną jasność 21,90m.